# Kintail

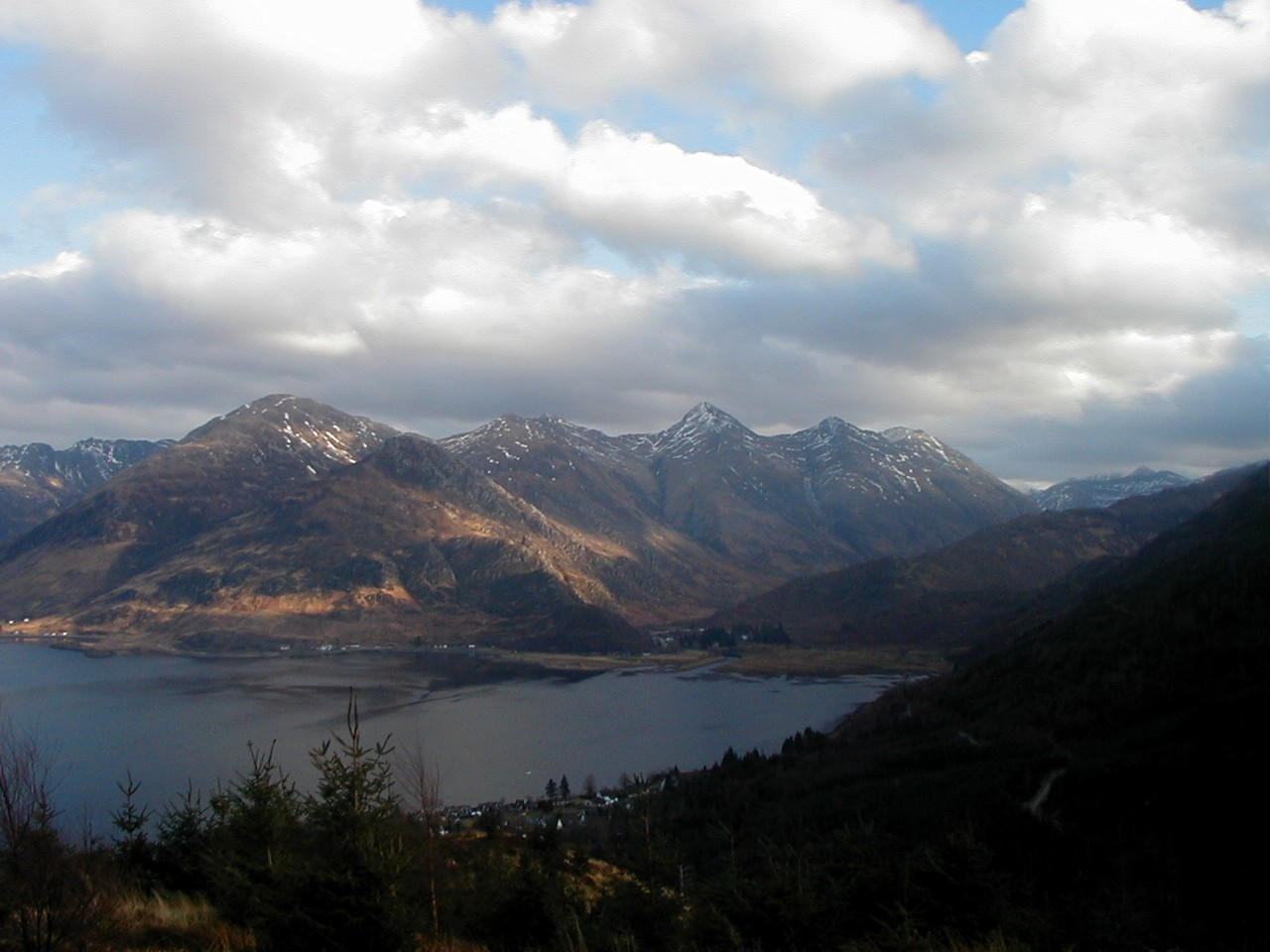
Die Five Sisters of Kintail

Kintail ist eine Region in den schottischen Northwest Highlands von Schottland. Auf Gälisch heißt das Gebiet „Cinn Tàile“. Das Gebiet erstreckt sich zwischen Bergen im Norden von Glen Shiel und der A87 im Süden zwischen den Seen Loch Duich und Loch Cluanie. Im Norden werden die Gebiete durch die Täler Strath Croe und Gleann Gaorsaic abgegrenzt. Im Osten ist das Tal An Caorann Mòr die Grenze.

## Geographie
Kintail ist durch sein circa acht Kilometer langes Massiv von fünf Bergen auf der Nordostseite des Glen Shiel, auch die Five Sisters of Kintail (fünf Schwestern von Kintail, auf Gälisch Còig Peathraichean Chinn Tàile) genannt, bekannt.
Die fünf Gipfel sind von Westen nach Osten der Sgùrr nan Saighead, der Sgùrr Fhuaran, der Sgùrr na Càrnach, der Sgùrr na Ciste Duibhe und der Sgùrr nan Spàinteach. Die Five Sisters sind ein beliebtes Ziel für Bergsteiger und Wanderer, es bestehen verschiedene Möglichkeiten für Aufstiege und Rundwanderungen. Der Sgùrr Fhuaran, der Sgùrr na Càrnach und der Sgùrr na Ciste Duibhe sind über 914 m hoch und werden als Munros klassifiziert, während die beiden anderen lediglich als Tops eingestuft werden. Höchster Punkt ist der Sgùrr Fhuaran mit einer Höhe von 1067 m.
Östlich der Five Sisters sind im Massiv mit dem Sgùrr a’ Bhealaich Dheirg (1036 m), dem Aonach Meadhoin (1001 m) und dem Sàileag (956 m) noch weitere drei Munros zu finden. Bei diesen Bergen spricht man von den Brüdern der fünf Schwestern. Ein weiterer, nördlich der Five Sisters befindlicher Munro in Kintail ist der Beinn Fhada, auch als Ben Attow bezeichnet, mit 1032 Metern Höhe.
Auf der Südseite des Glen Shiel liegen in der South Glen Shiel Ridge insgesamt sieben Munros, westlich davon abgesetzt mit dem Sgùrr na Sgine und The Saddle zwei weitere Munros. Letzterer gilt als der eindrucksvollste Berg der Gegend.

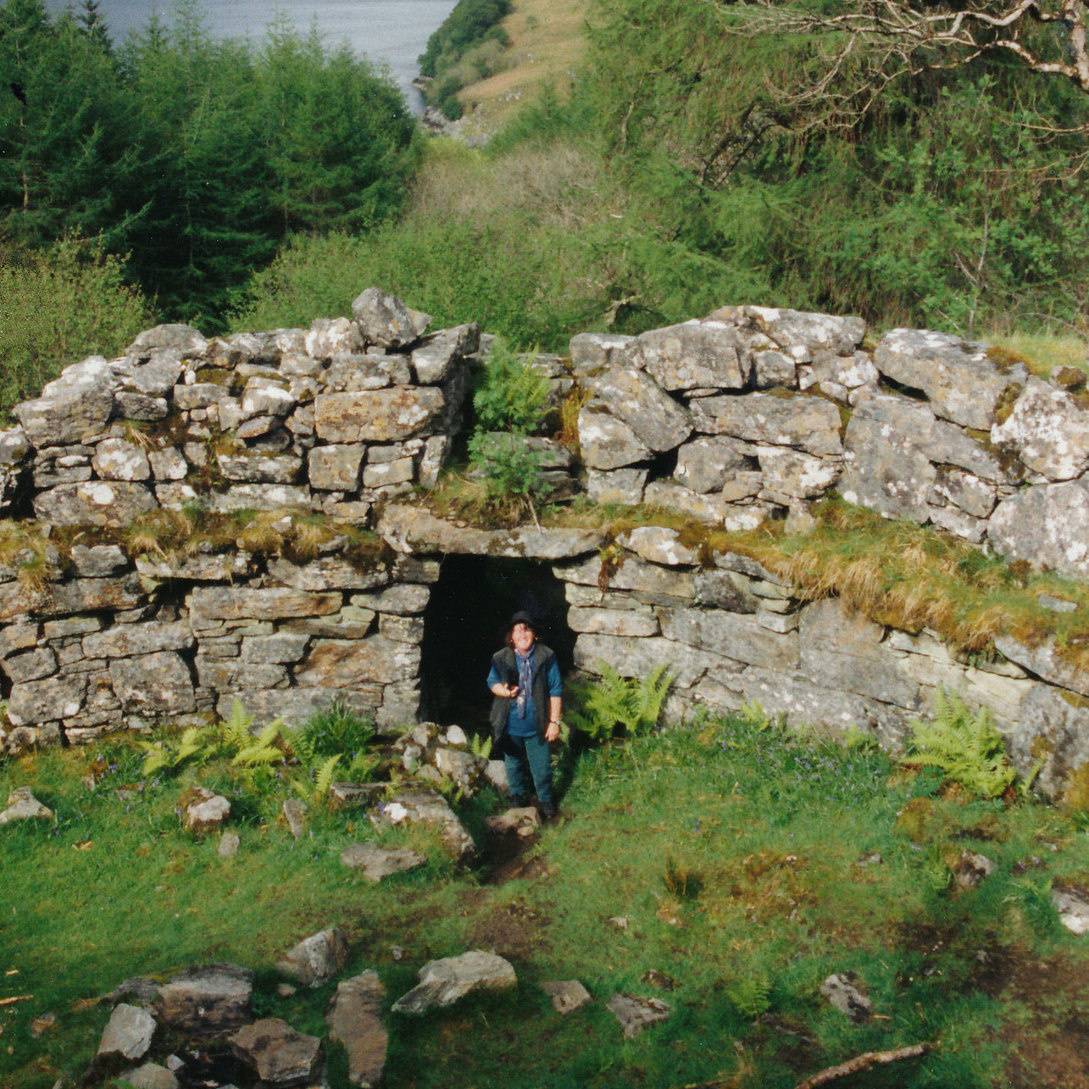
Broch von Totaig

## Eigentümer/Verwalter
Der größte Teil der unbewohnten Fläche von Kintail ist seit 1944 im Besitz des National Trust for Scotland (NTS). Der NTS besitzt dort das Areal Kintail und Morvich, das sich insgesamt über 74 km² erstreckt und unter anderem die Falls of Glomach umfasst, einer der größten Wasserfälle Großbritanniens. Im Jahr 2024 betrug die Besucherzahl etwa 11.000 Personen.

## Geschichte
Bei Totaig und Glenelg sind einige piktische Brochs als Zeitzeugen jahrtausendealter Geschichte erhalten. Kintail selbst wurde 1214 zum ersten Mal erwähnt, als sich eine Schlacht zwischen den Bewohnern von Eilean Donan Castle und den Wikingern ereignete. 1719 fand in Kintail die Schlacht von Glen Shiel zwischen den Jakobiten und Truppen der britischen Regierung statt. Trotz spanischer Unterstützung verloren die Jakobiten. Das Land war bis zur Schlacht von Culloden 1746 im Besitz des Clan MacKenzie und wurde unter anderem von den Clans MacRae und MacLennan bewirtschaftet.